# Simón Arboleda
Simón Benjamín Arboleda Arboleda (Popayán, 30 de diciembre de 1824-Palmira, 9 de septiembre de 1883) fue un militar, escritor, político y diplomático colombiano.

## Biografía
Nació en Popayán el 30 de diciembre de 1824 en el seno de una familia influyente. Se dedicó desde muy joven a la literatura y a las actividades agrícolas y comerciales de su familia.

### Trayectoria
Inició su carrera en la política como contradictor del presidente radical José Hilario López. Simultáneamente fue colaborador del militar Tomás Cipriano de Mosquera, durante su ejercicio como Gobernador del Cauca de 1858 a 1860, y en 1859 ofició como secretario de la Cámara de Diputados del departamento. Participó en la Convención Constituyente del Cauca en 1872 y se desempeñó como secretario de la Legación de Colombia en Washington.
Fue diputado por el Cauca en 1863, 1865 y 1866, y senador en 1867. El 21 de junio de 1863 fue designado Secretario Interino del  Interior y de Relaciones Exteriores durante la administración del presidente Tomás Cipriano de Mosquera.
En unión del sargento Jeremías Cárdenas, Arboleda salvó la vida del General Mosquera durante el atentado que sufrió en Bogotá el 20 de abril de 1864, acto de heroísmo que le valió el ascenso a Coronel.

#### Guerra Magna (1860-1862)
En 1860 adhirió a la causa rebelde de secesión de los federalistas liberales, liderada por su pariente Mosquera contra el gobierno conservador de Mariano Ospina Rodríguez. La revolución obtuvo la victoria y Mosquera logró ser nombrado presidente del país, luego de que Ospina se viera obligado a huir en 1861. Arboleda asistió a la firma de la Esponsión de Manizales como representante de Mosquera y el documento victorioso se suscribió el 29 de agosto de 1860.

## Familia
Nació en el hogar conformado por Manuel Esteban Arboleda y Valencia y Paula Arboleda y Arroyo, quienes eran parientes entre sí. El matrimonio procreó también a Camilo, Ignacio María y María Ignacia Arboleda. 
Su abuelo paterno era Antonio Arboleda y Arrachea, naturalista y educador granadino y prócer de la Independencia de Colombia, precursor de la abolición de la esclavitud y amigo personal de José Félix de Restrepo, el Sabio Francisco José de Caldas y otros pensadores de la época.
Su madre era sobrina de los próceres de la Independencia Marcelino Pérez de Arroyo, sacerdote católico y arquitecto, y Santiago Arroyo y Valencia, conocido como "El Prócer Civil de la Independencia", quien se destacó como abogado, naturalista y educador. Los hermanos Arroyo eran nietos del empresario y filántropo Pedro Agustín de Valencia, a su vez tío abuelo de Paula Arboleda.
Su hermana, María Ignacia Arboleda Arboleda, contrajo matrimonio con el septuagenario militar Tomás Cipriano de Mosquera el 15 de julio de 1872, cuando apenas contaba con 27 años de edad. Con Mosquera, María Ignacia tuvo a su único hijo, José Bolívar Carlo Dorico Mosquera Arboleda, que nació en junio de 1878, 4 meses antes de la muerte de Mosquera, quien contaba con 80 años en ese momento.

### Matrimonio y descendencia
Contrajo matrimonio en dos ocasiones. Su primera esposa fue Filomena Cajigas y Piñeiro, con quien contrajo matrimonio en Popayán el 11 de abril de 1847 y en quien procreó a su primer hijo, Francisco Antonio Arboleda de las Cajigas. Tras enviudar en 1864, contrajo matrimonio el 13 de abril de 1868 con Eudoxia Scarpetta y Delgado (1840-1881), hija de Manuel Antonio Scarpetta y Martínez de la Torre y Juana Delgado Scarpetta. De su segundo enlace matrimonial proceden sus cinco hijos restantesː Manuel Antonio, Carlos, Mariana, Julián y Amalia Arboleda Scarpetta.
Manuel Antonio fue sacerdote católico y llegó a ser Arzobispo de Popayán entre 1903 y 1929.